# Bürgermeisterei Auw (Kreis Prüm)
Die Bürgermeisterei Auw war eine von ursprünglich 29 preußischen Bürgermeistereien, in die sich der 1816 neu gebildete Kreis Prüm im Regierungsbezirk Trier verwaltungsmäßig gliederte. Von 1822 an gehörte sie zur Rheinprovinz. Der Verwaltung der Bürgermeisterei unterstanden zuerst vier, später sechs Gemeinden. Der Verwaltungssitz war zunächst in Auw bei Prüm, später in der heutigen Ortsgemeinde Bleialf im Eifelkreis Bitburg-Prüm in Rheinland-Pfalz.
Die Bürgermeisterei wurde 1927 in Amt Auw umbenannt und 1933 aufgelöst.

## Gemeinden und zugehörige Ortschaften
Zur Bürgermeisterei Auw gehörten folgende Gemeinden und Wohnplätze (Einwohnerzahlen Stand 1885):
- Auw (266 Einwohner) mit dem Wohnplatz Schlausenbachermühle (5)
- Kobscheid (81; seit 1970 Ortsteil von Roth bei Prüm)
- Laudesfeld (254; seit 1971 Ortsteil von Auw bei Prüm) mit den Weilern Verschneid (70) und Wischeid (65)
- Roth (234) mit den Wohnplätzen Forsthaus (7) und Mooshaus (5)
- Schlausenbach (138; seit 1971 Ortsteil von Auw bei Prüm) mit den Wohnplätzen Mertesberg (5) und Traudenfenn (5)

Kobscheid war bis 1880 Teil von Roth; Wischeid mit Verschneid bildete später eine eigenständige Gemeinde.
Insgesamt lebten 1843 im Bürgermeistereibezirk 845 Menschen in 123 Wohnhäusern, alle Einwohner waren katholisch. Es gab in Auw eine Kirche, Kapellen gab es in Kobscheid, Roth und Schlausenbach; die beiden Schulen standen in Auw und Roth.
Bei einer statistischen Erhebung aus dem Jahr 1885 wurden 973 Einwohner in 193 Haushalten gezählt; immer noch waren die Einwohner ausnahmslos katholisch; die Fläche der zugehörenden Gemeinden betrug insgesamt 4.083 Hektar, davon waren 557 Hektar Ackerland, 431 Hektar Wiesen und 809 Hektar Wald.

## Geschichte
Alle Ortschaften im Verwaltungsbezirk der Bürgermeisterei Auw gehörten vor 1794 zur Herrschaft Schönberg bzw. zuletzt zum kurtrierischen Amt Schönberg. Auw war Hauptort des Verwaltungs- und Gerichtsbezirks „Hof Auw“, zu dem bis auf Laudesfeld alle Ortschaften der späteren Bürgermeisterei gehörten. Laudesfeld dagegen gehörte zum „Hof Amelscheid“ (heute Ortsteil von Sankt Vith in Belgien). Im Jahr 1794 hatten französische Revolutionstruppen das Linke Rheinufer besetzt. Unter der französischen Verwaltung waren die genannten Ortschaften von 1798 an dem Kanton Schönberg zugeordnet, der zum Arrondissement Prüm im Saardepartement gehörte.
Aufgrund der Beschlüsse auf dem Wiener Kongress wurden 1815 wesentliche Teile des Rheinlands dem Königreich Preußen zugeordnet. Unter der preußischen Verwaltung wurden im Jahr 1816 Regierungsbezirke und Kreise neu gebildet, linksrheinisch behielt Preußen in der Regel die Verwaltungsbezirke der französischen Mairies vorerst bei. Die Bürgermeisterei Auw entsprach insoweit der vorherigen Mairie Auw. Unter der preußischen Verwaltung gehörte die Bürgermeisterei Auw zum Kreis Prüm im Regierungsbezirk Trier und ab 1822 zur Rheinprovinz.
Die Bürgermeistereien Auw, Bleialf und Winterscheid wurden schon in der zweiten Hälfte des 19. Jahrhunderts vom Bleialfer Bürgermeister in Personalunion verwaltet, blieben aber eigenständige Verwaltungsbezirke.
So wie alle Landbürgermeistereien in der Rheinprovinz wurde die Bürgermeisterei Auw 1927 in „Amt Auw“ umbenannt. Im Jahr 1933 wurden die Ämter Auw, Habscheid und Winterscheid aufgelöst und die zugehörenden Gemeinden dem Amt Bleialf zugeordnet, aus dem 1968 vorübergehend die Verbandsgemeinde Bleialf entstand. Seit 1971 gehören alle Gemeinden der früheren Bürgermeisterei Auw der Verbandsgemeinde Prüm im Eifelkreis Bitburg-Prüm in Rheinland-Pfalz an.